# Шоссін
Шоссін (нім. Schossin) — громада в Німеччині, розташована в землі Мекленбург-Передня Померанія. Входить до складу району Людвігслуст-Пархім. Складова частина об'єднання громад Штралендорф.
Площа — 11,41 км2. Населення становить 253 ос. (станом на 31 грудня 2020).